# Cassius Iatrosophista
Cassius Iatrosophista (Cassius der Iatrosophist), wohl pseudonymer Autor eines griechischen Werkes (2./3. Jh. n. Chr.) zur antiken Medizin. In Form einer didaktischen Präsentation von Problemata, also von Fragen und Antworten, werden 86 Themen zur Naturkunde und Medizin vorgestellt.
Das Werk wurde wohl zur Hebung seines Prestiges dem Leibarzt des römischen Kaisers Tiberius, Cassius, zugeschrieben. Der Autor ist nicht identisch mit Cassius Felix, der im 5. Jh. n. Chr. in lateinischer Sprache schrieb.
Das Werk des Cassius Iatrosophista wurde in der frühen Neuzeit hochgeschätzt, 1541 erstmals im Druck ediert (und im selben Jahr ins Lateinische übersetzt) und 1562 in lateinischer Übersetzung zusammen mit den Rezepten des Anton Schneeberger zur Bekämpfung der Pest publiziert.